# John Samson
John Samson (1946-2004) fue un cineasta independiente escocés.
Samson nació en Ayrshire y creció en Paisley. Tras dejar la escuela a los 16 años trabajó como aprendiz en Clydeside; aquí se involucró con el movimiento sindicalista. También se unió al movimiento anarquista y participó en varias huelgas y manifestaciones. Dejó su aprendizaje y se matriculó en la Escuela de Arte de Glasgow en 1963;  Posteriormente, tras aprender fotografía y guitarra, comenzó a realizar películas documentales. Su primera película, Charlie, le valió una beca para la Escuela Nacional de Cine. 
Samson no fue un artista prolífico y sólo produjo cinco películas en una carrera de ocho años. Ganó un BAFTA y un Peabody en 1984 por The Skin Horse y produjo un documental sobre el jugador de dardos Eric Bristow titulado Arrows.  Sus otras películas fueron Britannia, un estudio sobre los entusiastas de los trenes, Dressing for Pleasure, que examina el fetichismo, y Tattoo, una película sobre el arte del tatuaje.  Las películas de Samson generalmente no utilizaban narración. 